# Sam Ratulangi International Airport
Sam Ratulangi International Airport (engelska: Manado International Airport, indonesiska: Bandara Udara Internasional Sam Ratulangi) är en flygplats i Indonesien. Den ligger i den nordöstra delen av landet, 2 200 km öster om huvudstaden Jakarta. Sam Ratulangi International Airport ligger 80 meter över havet.
Terrängen runt Sam Ratulangi International Airport är kuperad åt nordost, men åt sydväst är den platt. Runt Sam Ratulangi International Airport är det tätbefolkat, med 356 invånare per kvadratkilometer. Närmaste större samhälle är Manado, 11,3 km sydväst om Sam Ratulangi International Airport. Omgivningarna runt Sam Ratulangi International Airport är en mosaik av jordbruksmark och naturlig växtlighet.